# Nemeskér
Nemeskér (hrvaško Namišir, nemško Altedlein) je vas na Madžarskem, ki upravno spada pod podregijo Sopron–Fertődi Županije Győr-Moson-Sopron.